# Charles Houssaye
Charles Houssaye, né à Equemauville (Calvados) le 9 juillet 1876 et mort à Paris 17e le 15 mai 1942 est un journaliste français qui a dirigé l'activité de l'Agence Havas en Amérique latine à partir de 1902 avant de prendre la direction du groupe en 1915.

## Biographie
Charles Houssaye fréquente le Collège de Honfleur. Il est le neveu d'autre enfant du pays Henri Houssaye (Havas), numéro deux de l'Agence Havas qui le fait monter à Paris en 1896 pour l'embaucher, alors que Charles est âgé de 26 ans.
Envoyé très rapidement à Buenos Aires pour tisser un réseau d’agences et de correspondants à travers toute l’Amérique du Sud, il est chargé en 1902, depuis Buenos Aires de diriger tout le secteur sud-américain, zone dévolue traditionnellement à Havas, dans le cadre du "partage du monde" entre les grandes agences.
Son oncle Henri Houssaye devient directeur en 1900, mais doit démissionner en janvier 1914, à 61 ans, car il est usé et déprimé à la suite du décès de son fils de 25 ans, mort de la tuberculose. Charles Houssaye, à 37 ans reprend alors la direction d’Havas, après avoir occupé pendant un an la direction de l'information au sein d'un triumvirat.
L'agence a alors deux vice-présidents opérationnels, Léon-Prosper Rénier pour la branche publicité et Charles Houssaye pour la branche information, assisté d'Ernest Barbier et d'André Meynot. La fonction honorifique de président du conseil d'administration est assurée par Charles Laffite, héritier d'une famille fondatrice, qui meurt en 1924. Ce conseil d'administration dirige une nouvelle société qui réunit les dirigeants de ses deux sociétés mères, Havas et la Société générale des annonces.
Après la première guerre mondiale, il entreprit de reconstituer les alliances avec les agences qu'se reconstruisaient dans les différents pays. Il renforce aussi les liens entre Havas et Radio-Paris qui bénéficiera d'un local mis à sa disposition par Charles Houssaye dans l'immeuble Havas, au 2e étage du 17 place de la Bourse.
Au début de la Seconde Guerre mondiale, en juin 1940, l'Agence Havas doit se replier à Tours puis Bordeaux et ensuite Clermont-Ferrand, face à l'avancée allemande. Il est administrateur directeur général, secondé par son fidèle bras droit Ernest Barbier. Des fonctionnaires de Vichy sont dans les locaux pour assurer la censure.
Quand il rentre à Paris en novembre 1940, pour assurer le règlement de toutes les affaires litigieuses, les deux immeubles du 13 et 15 Place de la Bourse ont été mis sous séquestre par les autorités d'occupation. Henri Mourchet devient directeur général de l'OFI (Office français d'information), contrôlé par les allemands, à la tête duquel lui succède Jean Fontenoy, ex-correspondant d'Havas à Shanghai et Moscou.